# Светски куп у одбојци 2015.
13. Светски куп у одбојци је одржан у Јапану од 8. септембра до 23. септембра 2015. Ово је друго квалификационо такмичење за Олимпијске игре 2016.. Русија је бранилац титуле.

## Квалификације
Укупно 12 репрезентација је учествовало на Свјетском купу. Могле су учествовати само репрезентације које се нису квалификовале на Олимпијске игре 2016. Бројеви у заградама означавају мјесто на ФИВБ свјетској ранг листи од 22. септембра 2014.
| Начин квалификовања                        | Датум                 | Мјесто     | Број мјеста | Квалификован          |
| ------------------------------------------ | --------------------- | ---------- | ----------- | --------------------- |
| Домаћин                                    | 31. јануар 2013.      | Лозана     | 1           | Јапан (21)            |
| Свјетско првенство у одбојци 2014.         | 30. авг–21. сеп 2014. | Пољска     | 1           | Пољска (3)            |
| Фивб свјетска ранг листа за азијски тим    | 22 септембар 2014.    | Банкок     | 2           | Иран (10)             |
| Фивб свјетска ранг листа за азијски тим    | 22 септембар 2014.    | Банкок     | 2           | Сједињене Државе (13) |
| Европска ранг листа                        | 15 октобар 2014.      | Луксембург | 2           | Русија (2)            |
| Европска ранг листа                        | 15 октобар 2014.      | Луксембург | 2           | Италија (4)           |
| Јужноамеричке квалификације                | 19.-23. мај 2015.     | Кали       | 2           | Аргентина (6)         |
| Јужноамеричке квалификације                | 19.-23. мај 2015.     | Кали       | 2           | Венецуела (29)        |
| Сјеверноамеричко првенство у одбојци 2015. | 21.-23. мај 2015.     | Детроит    | 2           | Канада (14)           |
| Сјеверноамеричко првенство у одбојци 2015. | 21.-23. мај 2015.     | Детроит    | 2           | Сједињене Државе (5)  |
| Афричко првенство у одбојци 2015.          | 22.-30. јула 2015.    | Каиро      | 2           | Египат (19)           |
| Афричко првенство у одбојци 2015.          | 22.-30. јула 2015.    | Каиро      | 2           | Тунис (15)            |
| Укупно                                     | Укупно                | Укупно     | 12          |                       |

## Дворане
| Група | Први круг                  | Други круг                                 | Трећи круг                            | ХирошимаОсакаТокиоХамамацуТојама |
| ----- | -------------------------- | ------------------------------------------ | ------------------------------------- | -------------------------------- |
| А     | Хирошима                   | Осака                                      | Токио                                 | ХирошимаОсакаТокиоХамамацуТојама |
| А     | Спортски центар у Хирошими | Општинска централна спортска дворана Осаке | Национална спортска дворана Јојоги    | ХирошимаОсакаТокиоХамамацуТојама |
| А     | Капацитет: 4,750           | Капацитет: 7,000                           | Капацитет: 13,291                     | ХирошимаОсакаТокиоХамамацуТојама |
| А     |                            |                                            |                                       | ХирошимаОсакаТокиоХамамацуТојама |
| Б     | Хамамацу                   | Тојама                                     | Токио                                 | ХирошимаОсакаТокиоХамамацуТојама |
| Б     | Хамамацу арена             | Градска спортска дворана Тојама            | Метрополитска спортска дворана Токија | ХирошимаОсакаТокиоХамамацуТојама |
| Б     | Капацитет: 8,000           | Капацитет: 5,000                           | Капацитет: 10,000                     | ХирошимаОсакаТокиоХамамацуТојама |
| Б     |                            |                                            |                                       | ХирошимаОсакаТокиоХамамацуТојама |

## Систем такмичења
| Свака репрезентација игра једном са свих 11 репрезентација. Репрезентације су подјељене у 2 групе по 6 репрезентација. У првом колу се игра укупно 30 утакмица у 5 дана, сваки тим игра по једном против других тимова у истој групи. У другом и трећем колу се игра укупно 36 утакмица у 6 дана, Сваки тим игра 1 меч са противницима из друге групе. Групе су засноване према Фивб свјетској ранг листи. | \| Група 1 \| Група 2 \| \| ---------------- \| --------- \| \| Јапан \| Русија \| \| Италија \| Пољска \| \| Сједињене Државе \| Аргентина \| \| Аустралија \| Иран \| \| Канада \| Венецуела \| \| Египат \| Тунис \| |
| Група 1 | Група 2 |
| Јапан | Русија |
| Италија | Пољска |
| Сједињене Државе | Аргентина |
| Аустралија | Иран |
| Канада | Венецуела |
| Египат | Тунис |

## Резултати
- Сва времена су по средњoевропском времену

### Табела
| Бр | Репрезентација   | Утакмице | Утакмице | Утакмице | Сетови | Сетови   | Сетови       | Поени      | Поени      | Поени         | Бодови |
| Бр | Репрезентација   | играли   | добили   | изгубили | добили | изгубили | Сет Количник | пос. поени | изг. поени | Поен количник | Бодови |
| -- | ---------------- | -------- | -------- | -------- | ------ | -------- | ------------ | ---------- | ---------- | ------------- | ------ |
| 1  | Сједињене Државе | 11       | 10       | 1        | 31     | 6        | 5.167        | 899        | 746        | 1.205         | 30     |
| 2  | Италија          | 11       | 10       | 1        | 30     | 8        | 3.750        | 918        | 780        | 1.177         | 29     |
| 3  | Пољска           | 11       | 10       | 1        | 31     | 11       | 2.818        | 1011       | 884        | 1.144         | 29     |
| 4  | Русија           | 11       | 8        | 3        | 25     | 12       | 2.083        | 885        | 794        | 1.115         | 23     |
| 5  | Аргентина        | 11       | 7        | 4        | 26     | 16       | 1.625        | 985        | 922        | 1.068         | 21     |
| 6  | Јапан            | 11       | 5        | 6        | 21     | 21       | 1.000        | 928        | 934        | 0.994         | 16     |
| 7  | Канада           | 11       | 5        | 6        | 18     | 12       | 0.818        | 886        | 940        | 0.943         | 13     |
| 8  | Иран             | 11       | 4        | 16       | 9      | 24       | 0.667        | 905        | 893        | 1.013         | 12     |
| 9  | Аустралија       | 11       | 4        | 7        | 15     | 24       | 0.625        | 831        | 925        | 0.898         | 12     |
| 10 | Египат           | 11       | 2        | 9        | 13     | 30       | 0.433        | 889        | 976        | 0.911         | 8      |
| 11 | Венецуела        | 11       | 1        | 10       | 8      | 32       | 0.250        | 815        | 981        | 0.831         | 3      |
| 12 | Тунис            | 11       | 0        | 11       | 5      | 33       | 0.152        | 747        | 924        | 0.808         | 2      |

| 2° мјесто Италија | Побједник 13. Свјетског купа САД 2° титула | 3° мјесто Пољска |

## Коначан пласман
| Пласман | Репрезентација   |
| ------- | ---------------- |
| Злато   | Сједињене Државе |
| Сребро  | Италија          |
| Бронза  | Пољска           |
| 4       | Русија           |
| 5       | Аргентина        |
| 6       | Јапан            |
| 7       | Канада           |
| 8       | Иран             |
| 9       | Аустралија       |
| 10      | Египат           |
| 11      | Венецуела        |
| 12      | Тунис            |

|  | Квалификован на Олимпијске игре 2016. |